# Úrsula Strenge
Úrsula Hanna Strenge Chávez (Guayaquil, Ecuador, 1 de septiembre de 1973) es una presentadora de televisión, actriz, psicóloga clínica y magíster en Terapia Familiar Sistémica con experiencia en consulta privada, instituciones educativas y de salud mental. 

## Carrera
Comenzó como conductora en un programa juvenil musical que se llamó “Buen Dato”, del canal “CRE Televisión”, actual Canal Uno.
En 1994, debutó como actriz haciendo el rol de “Hannah” en el programa Dr. Expertus, junto con Galo Recalde. En 1995, el espacio ganó el premio al mejor programa infantil de Latinoamérica, donde uno de los miembros del jurado era Roberto Gómez Bolaños.
En 1996, fue presentadora del primer programa interactivo de la televisión ecuatoriana, llamado “Pulsa y Gana” en Teleamazonas, seguido del programa en formato revista “Buenos Días”, también del programa de concursos “Buen Lote”, y del espacio infantil “Xibalux”.
En el 2002, Ecuavisa creó el programa Está Clarito, el cual lo condujo junto a Richard Barker, Bernarda Calvo, María Teresa Guerrero y Vanessa Passailaigue.
En 2006, formó parte de la revista matinal En Contacto junto a Richard Barker, María Teresa Guerrero, Diego Spotorno, Efraín Ruales, Gabriela Pazmiño, Henry Bustamante, Michela Pincay entre otros, hasta su salida de Ecuavisa en 2018. En Ecuavisa también condujo el programa de orientación Familia en construcción en 2007, y el reality Factor X Kids en 2015.
También realizó participaciones especiales en la telenovela El Cholito, y en la serie ¡Así pasa!.
En 2013, protagonizó la serie Veto al feo, junto a Efraín Ruales, producción basada en la telenovela colombiana Betty la fea.

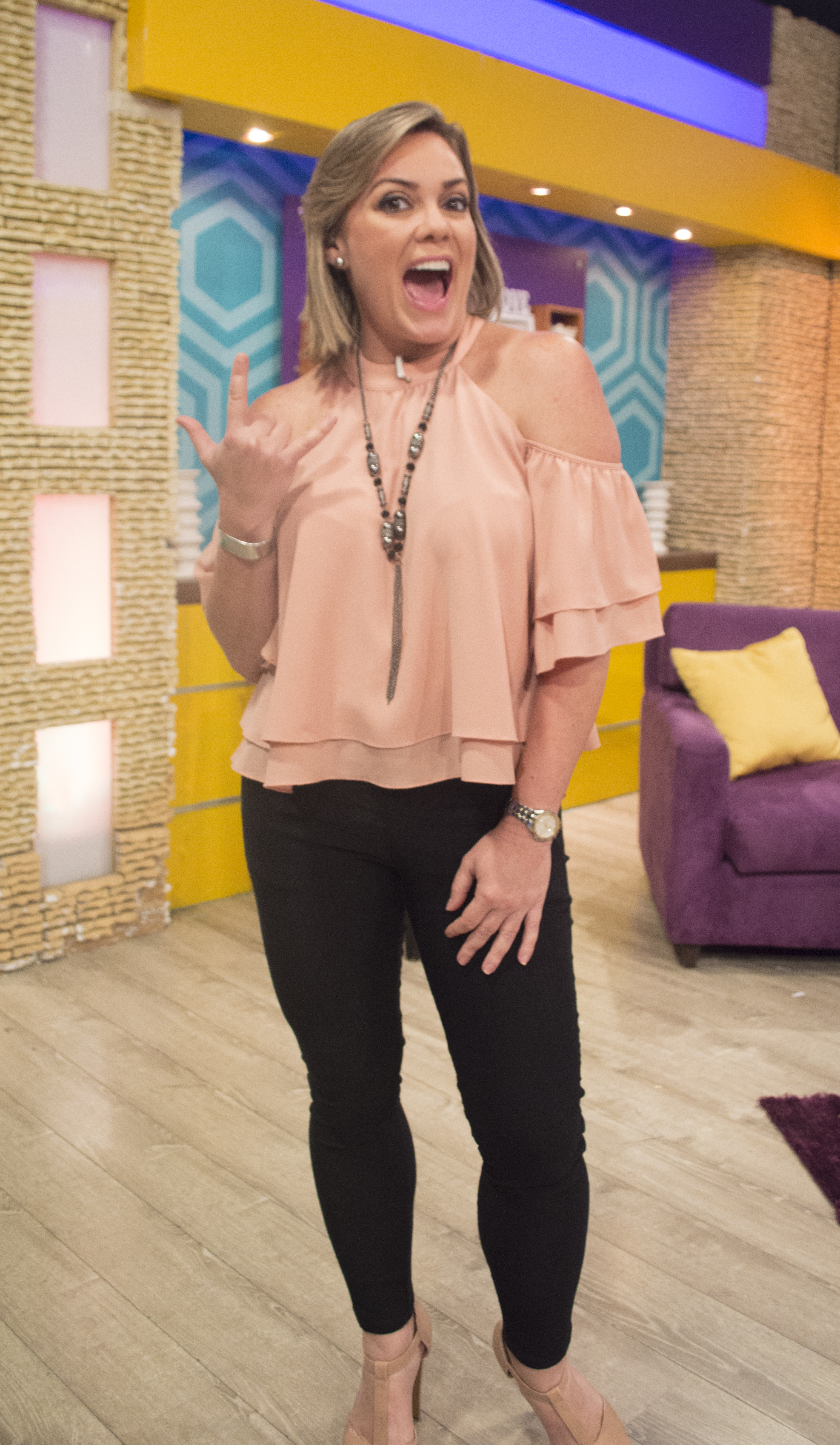
Úrsula Strenge en 2017.

En 2017, protagonizó la serie Porque soy tu madre, producción de Claro Video, junto a Claudia Camposano y Carolina Jaume.
Después de 2 años alejada de la televisión, en 2020 se integró a RTS como presentadora del espacio "Noticias de la mañana" junto a Isaac Delgado y José Luis Arévalo, permaneciendo en dicho espacio hasta julio de 2021, donde llegó a TC Televisión, en septiembre del mismo año, llegando a conducir De Casa en Casa, hasta el 14 de agosto del 2022, debido a que va a participar de las elecciones del 2023 y será sustituida por Wendy Rosillo

### Emprendimiento
En el año 2015 abrió su tienda de ropa femenina Úrsula, bajo el concepto “ropa para la mujer real”.

## Carrera política
Participó en las elecciones municipales de Guayaquil del 24 de marzo de 2019 como candidata a concejal por el Partido Social Cristiano (PSC), representando a la Circunscripción 3, quedando electa y cumpliendo funciones desde el 14 de mayo de 2019 hasta el 14 de mayo de 2023, durante la alcaldía de Cynthia Viteri, también del PSC. Fue reelecta tras las Elecciones municipales de Guayaquil de 2023, retomando su cargo como concejal, al que renunció el 27 de septiembre de 2024. Posteriormente fue candidata al Parlamento Andino por el PSC, sin embargo no logró ser electa.

## Vida personal
Estuvo casada con el empresario guayaquileño Iván Nogales Colmont, con quien contrajo matrimonio en el año 2000 y tuvo 3 hijas: Camila, Ivanna y Cristina Nogales Strenge. Nogales falleció el 13 de diciembre de 2014 a los 45 años, a causa de un infarto. Desde mayo de 2021, Strenge mantiene una relación sentimental con el presentador de televisión Isaac Delgado.

## Trayectoria

### Programas
- De Casa en Casa (2021)-TC Televisión
- Noticias de la mañana (2020-2021)-RTS
- Factor X Kids (2015) - Ecuavisa
- Familia en construcción (2007) - Ecuavisa
- En contacto (2006-2018) - Ecuavisa
- Esta clarito (2002 - 2005) - Ecuavisa
- ¿Aló que tal? América (2000 - 2002) - Telesistema (ahora RTS)
- Buen Lote (1999) - Teleamazonas
- Xibalux (1998 - 1999) - Teleamazonas
- Buenos Días (1997) Teleamazonas
- PULSA Y GANA (1996) - Teleamazonas
- Buen Dato (1994) - CRE Televisión (ahora Canal Uno)

### Trabajos como actriz
- Porque soy tu madre (2017) - Linda
- NoveleaTV (2013) - Varios personajes
- Veto al feo (2013) - Amanda Mendoza
- ¡Así pasa! (2013) - Invitada
- El secreto de Toño Palomino (2008) - Invitada
- La novela del Cholito (2007) - Invitada
- Dr. Expertus (1994) - Hannah